# (39235) 2000 YH55
2000 واي إتش 55 (ويعرف أيضًا باسم (39235) 2000 واي إتش 55 وفق تسمية الكوكب الصغير) (بالإنجليزية: 2000 YH55)‏ هو كويكب ضمن حزام الكويكبات؛ وترتيبه 39235 من حيث الاكتشاف.
اكتُشف هذا الجُرم الفلكي بواسطة بحث لنكولن عن الكويكبات القريبة من الأرض في 30 ديسمبر 2000.

## وصلات خارجية
- (39235) 2000 YH55 في قاعدة بيانات مختبر الدفع النفاث لأجرام النظام الشمسي الصغيرة

- الاكتشاف · مخطط المدار ·  العناصر المدارية · المعلمات المادية

- (39235) 2000 YH55 على موقع ويكي سكاي: DSS2, SDSS, GALEX, IRAS, Hydrogen α, X-Ray, Astrophoto, Sky Map, Articles and images